# Georg Stage
Die Georg Stage ist ein dänisches Segelschulschiff mit Vollschifftakelung und Stahlrumpf, hergestellt im Siemens-Martin-Verfahren. Sie lief als zweites Schiff dieses Namens am 22. September 1934 bei der „Frederikshavns Værft og Flydedok“ (Frederikshavns Werft und Schwimmdock) in Frederikshavn, Dänemark, vom Stapel, um ihre seinerzeit 52 Jahre alte Vorgängerin zu ersetzen. Am 24. April 1935 begann ihre Jungfernfahrt mit 80 Mann an Bord durch Ost- und Nordsee. Der Rumpf ist schwarz (Überwasserschiff) bzw. rot (Unterwasserschiff) gestrichen. Sie verfügt über drei Dieselaggregate für Hilfsantrieb und zum Betreiben von Generatoren und Hilfsaggregaten an Bord, fünf Decks und drei Rettungsboote (zwei Ruderrettungsboote an den achteren Seitenwänden und eine Motorjolle am Heck (alle in Davits)) und Rettungsinsel. Sie nimmt an vielen Segelschifftreffen und -regatten teil.
Unter dem Bugspriet trägt sie als Galionsfigur die vergoldete Büste des Namensgebers Georg Stage, den sie von der Vorgängerin übernommen und deren Erbe sie als Schulschiff der Stiftung 1934 antrat. 1989 reiste die Georg Stage nach Mystic Seaport und besuchte dort ihre Namensvetterin. Beide gehören zu den kleinsten Dreimastvollschiffeinheiten ihrer Zeit.

## Weitere Schiffsdaten
- Raumtiefe: ~5,5 m
- Seitenhöhe: ~6 m
- Masthöhe: 35 m Unterkante Kiel-Flaggenknopf, 30 m Wasserlinie-Flaggenknopf
- Besonderheiten: aufwendige Funk- und Kommunikationsanlage

## Bildergalerie

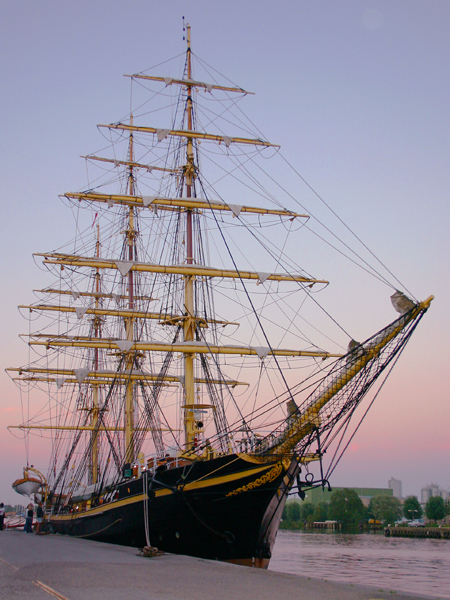
Georg Stage 2005 in Randers
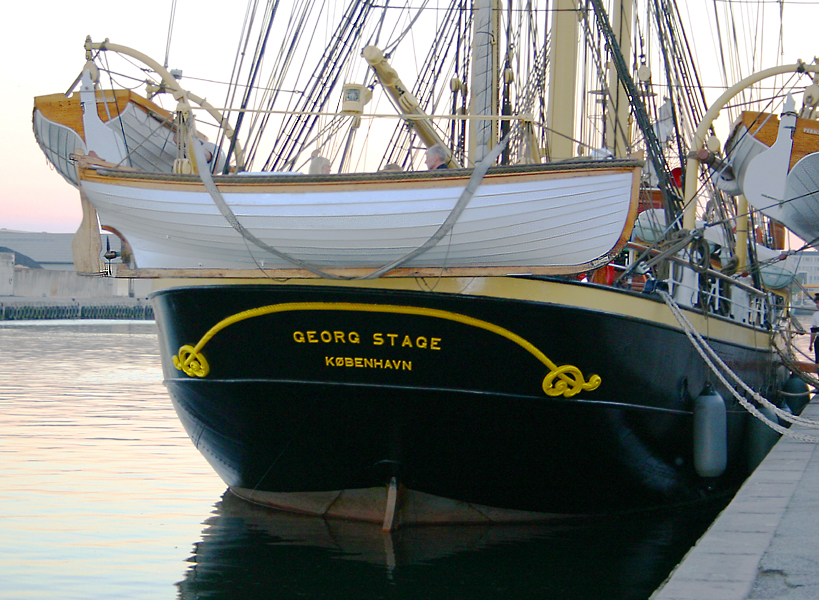
Georg Stage in Randers, Heckansicht mit Motorjolle